# Altmärkische Höhe
Altmärkische Höhe är en kommun i Landkreis Stendal i förbundslandet Sachsen-Anhalt i Tyskland.
Kommunen bildades den 1 januari 2010 genom en sammanslagning av de tidigare kommunerna Boock, Bretsch, Gagel, Heiligenfelde, Kossebau, Losse och Lückstedt.
Kommunen ingår i förvaltningsgemenskapen Seehausen (Altmark) tillsammans med kommunerna Aland, Altmärkische Wische, Seehausen (Altmark) och Zehrental.